# سیارک ۸۰۹۷
سیارک ۸۰۹۷ (به انگلیسی: 8097 Yamanishi، نامگذاری:1993RE) هشت هزار و نود و هفتمین سیارک کشف شده‌است که در ۱۲ سپتامبر ۱۹۹۳ کشف شد.
قدر مطلق سیارک برابر ۱۴٫۰۰ است.